# 洋中文昌阁
洋中文昌阁，是位于中国福建省宁德市周宁县咸村镇洋中村的一个清代古建筑，1983年入选周宁县首批文物保护单位。
洋中文昌阁始建于清朝同治五年（1866年），前后经历两次重修。建筑占地760平方米，坐北朝南，由门楼、楼阁和内殿等建筑构成，楼阁为三檐八角抬梁台式木砖瓦结构攒尖顶，内殿进深三间、面阔五间，穿斗式木构架歇山顶。2012年，文昌阁作为洋中孙氏古民居群的一部分入选第三批周宁县文物保护单位。